# Intricatotrypanius intricatus
Intricatotrypanius intricatus là một loài bọ cánh cứng trong họ Cerambycidae.